# Fysische geografie

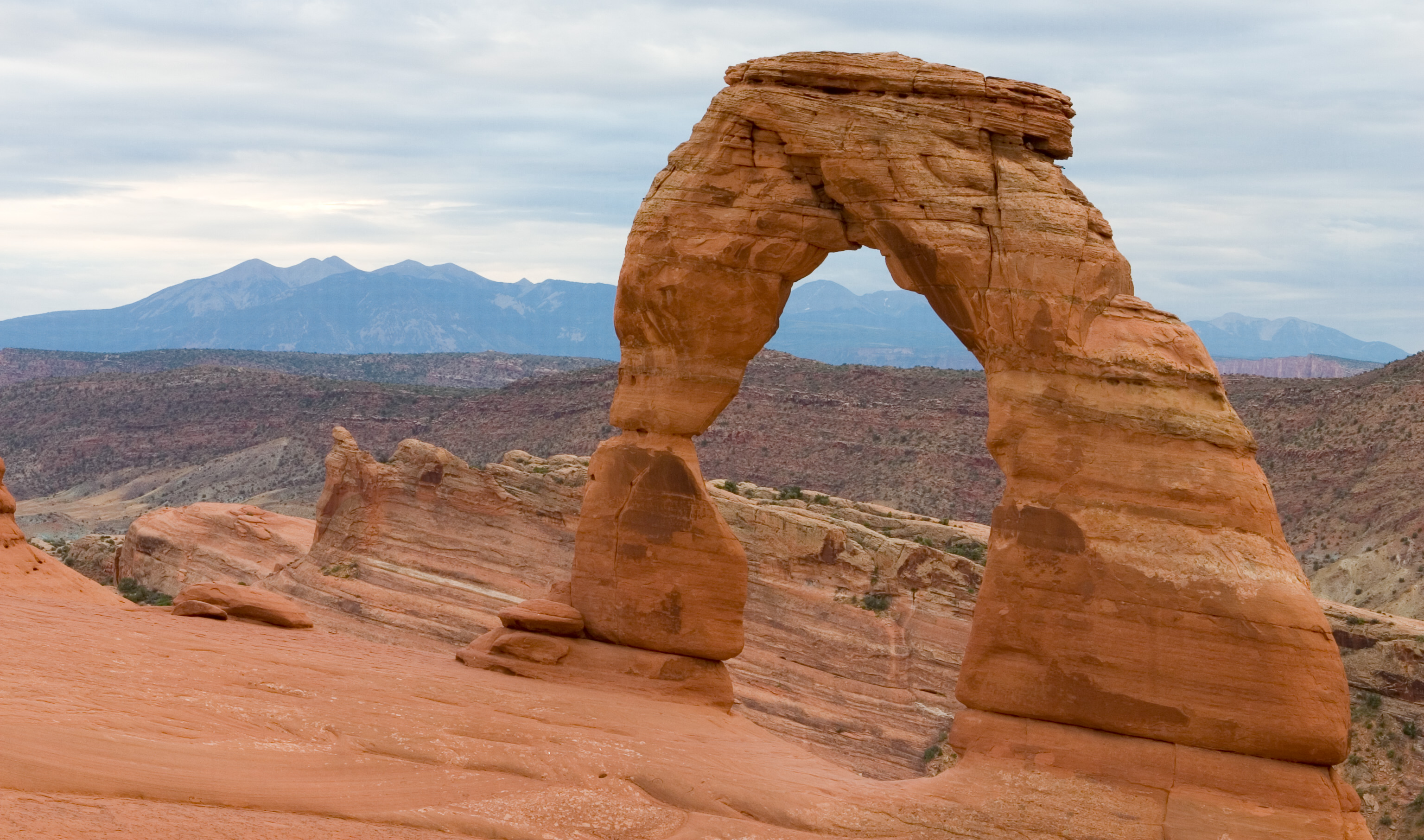
Delicate Arch, een natuurlijke brug in
Utah, Verenigde Staten

Fysische geografie of natuurkundige aardrijkskunde is de richting van de geografie die zich bezighoudt met de bestudering van de fysische of natuurkundige processen die het landschap vormen en hebben gevormd. Het is een onderdeel van de aardwetenschappen.

## Kenmerken
Fysische geografie bestudeert voornamelijk het natuurlijk milieu terwijl de sociale geografie vooral het bewoonde deel van het aardoppervlak bestudeert. Fysische geografie is een interdisciplinaire studie op het grensvlak van de hydrologie, bodemkunde, geomorfologie, kustmorfologie, sedimentologie, geologie, paleogeografie, ecologie, biologie en klimatologie. Terwijl de klassieke geomorfologie de vormen in het landschap beschrijft en hun ontstaansgeschiedenis documenteert, bestudeert de fysische geografie de processen in het landschap en ontwikkelt numerieke computermodellen om die processen te simuleren en voorspellingen te kunnen doen over het effect van menselijk ingrijpen in het landschap of de gevolgen van klimaatverandering op het landschap en ons leefmilieu. De fysische geografie maakt veelvuldig gebruik van methoden en technieken zoals geostatistiek, geografische informatiesystemen (GIS), exploratieve data analyse en aardobservatie (remote sensing) en verricht experimenteel werk in het laboratorium en in het veld.
Bodemkunde · Biogeografie · Biogeologie · Fysische geografie · Geoarcheologie · Geochemie · Geodesie · Geofysica · Geomorfologie · Geologie · Glaciologie · Hydrografie · Hydrologie · Klimatologie · Limnologie · Meteorologie · Mijnbouwkunde · Mineralogie · Oceanografie · Paleo-oceanografie · Paleoklimatologie · Paleontologie · Sedimentologie · Seismologie · Speleologie · Stratigrafie · Vulkanologie